# Holandia w Konkursie Piosenki Eurowizji Junior
Holandia w Konkursie Piosenki Eurowizji Junior zadebiutowała w 2003 roku. Państwo to, jako jedyne, wystawiało swojego reprezentanta w każdej edycji konkursu, począwszy od 2003 roku.
Kraj wygrał konkurs w 2009 (Ralf Mackenbach z utworem „Click Clack”).
Holandia zorganizowała dwa konkursy: w 2007 i 2012.

## Historia Holandii w Konkursie Piosenki Eurowizji Junior

### Konkurs Piosenki Eurowizji Junior 2003
Holenderski nadawca zdecydował się zadebiutować w 1. Konkursie Piosenki Eurowizji Junior. Za wybór reprezentanta posłużył finał krajowy; Junior Songfestival. W finale preselekcji wystąpiło dziewięcioro wykonawców: Aylin & Remi („Weet waaraan je begint”), Aisa („Duizend dromen”), Valerie („Leef je droom”), Claire & Manouk („Verliefd op een jongen”), Hedwig („Ik ben verliefd”), Roel („Mijn ogen zeggen alles”), Tom („Dansen in het lucht”), Tessa & Marloes („Ik had het bijna gevraagd”) oraz Jasmine („Mijn radio”).
Finał preselekcji wygrał Roel Felius z piosenką „Mijn ogen zeggen alles” zdobywając 118 punktów w finale eliminacji. 15 listopada 2003 wystąpił na koncercie finałowym konkursu rozgrywanego w Kopenhadze, zajął 11. miejsce zdobywszy 23 punkty. 17 listopada 2003 ujawniono, że 1,06 miliona Holendrów obejrzało edycję w 2003, co przełożyło się na 15,5% udziałów w rynku.

### Konkurs Piosenki Eurowizji Junior 2004
11 i 18 września 2004 zostały rozegrane półfinały krajowych eliminacji Junior SongfestivaI, łącznie dziesięciu uczestników rywalizowało o możliwość reprezentacji Holandii w 2. Konkursie Piosenki Eurowizji Junior. W pierwszym półfinale, który został rozegrany 11 września wystąpili: Klaartje & Nicky („Hij is een kei”), Shakira („Dansen in Afrika”), Marnix („Het aller, aller, aller grootste hart”), Four Stars („Hoi”) i Lorrèn („Alles wat je kan”). W drugim półfinale, rozegranym 18 września wystąpili: Anouk („Over en uit”), Danny („Van Zingen Word Ik Blij”), 4 Flying Elements („Zo Is Het Leven”), Kika („Dansen”) oraz Denise („Jungle Beat”). O tym kto kwalifikuje się do finału decydowało jury poprzez głosowanie w przyznawaniu punktów w skali od 6–8, 10 i 12 punktów.
Do finału zakwalifikowało się łącznie pięcioro uczestników: Anouk („Het is uit”), Danny („Van zingen word ik blij”), Shakira („Dansen in Afrika”), Marnix („Het allergrootste hart”) oraz Klaartje i Nicky „Hij is een kei”, które otrzymały przyznaną przez jurorów tzw. „dziką kartę”. Profesjonalne oraz dziecięce jury oraz teległosowanie decydowało o tym, kto będzie reprezentował Holandię podczas finału konkursu rozgrywanego w Lillehammer.
Eliminacje prowadzone przez Angelę Groothuizen wygrał duet Klaartje i Nicky z piosenką „Hij is een kei”. 20 listopada 2004 Klaartje i Nicky wystąpiły trzecie w kolejności na koncercie finałowym konkursu i zajęły 11. miejsce z 27 punktami na koncie. Transmisję konkursu w Holandii oglądało łącznie 1,1 mln widzów.

### Konkurs Piosenki Eurowizji Junior 2005
30 maja 2005 roku, holenderski nadawca Algemene Vereniging Radio Omroep (AVRO) potwierdził udział w 3. Konkursie Piosenki Eurowizji Junior i opublikował listę uczestników zakwalifikowanych do krajowych eliminacji. 10 września 2005 odbył się pierwszy półfinał krajowych eliminacji Junior Songfestival, w którym rywalizowało pięcioro uczestników: Angelo („Slapeloze Nachten”), Tjindjara („Blijf Jezelf”), De Smilies („Als Je Lacht”), Mitchell („Jij Bent Alles Voor Mij”) oraz Tess Gaerthé „Stupid”. 17 września 2005 w drugim półfinale brało udział pięcioro uczestników: Sophie („Spetterende Tijden”), Tyrone („Keer Pp Keer”), Yara I Anjes („Vriendschap”) i Cleo („Ik lijk Zo Op Een Jongen”).
29 września 2005 odbył się finał krajowych eliminacji. Do finału zakwalifikowali się: Angelo, Tess, Tjindjara, Yara i Anjes oraz Cleo. Eliminacje prowadzone przez Tooske Breugem, wygrała 14-letnia Tess Gaerthé z utworem „Stupid”, dzięki czemu reprezentowała Holandię w konkursie. Tess wystąpiła dziewiąta w kolejności i zajęła 7. miejsce zdobywszy 82 punkty, w tym otrzymując najwyższą notę 12 punktów od Belgii. Finał konkursu odnotował oglądalność w Holandii na poziomie 1 mln widzów.

### Konkurs Piosenki Eurowizji Junior 2006
30 września 2006 odbyły się krajowe eliminacje Junior Songfestival do 4. Konkursu Piosenki Eurowizji Junior, w których spośród 45 nadesłanych zgłoszeń, sześć dostało się do finału po przesłuchaniach na żywo. W finale wystąpili: Noël Van De Wiel („Geen Kinderliedjes”), Kimberly Nieuwenhuis („Goed”), Sherefa („Hé, Hé, Hé”), Nigel („Radar”), Noortje i Ylva („Alles is oké”), Coen („Ik Wil Mezelf Zijn”).
Decyzją jury oraz telewidzów finał wygrała 14-letnia Kimberly Nieuwenhuis z utworem „Goed”, zdobywając łącznie 30 punktów w głosowaniu. 2 grudnia 2006 wystąpiła w finale Konkursu Piosenki Eurowizji Junior i zajęła 12. miejsce zdobywszy 44 punkty.

### Konkurs Piosenki Eurowizji Junior 2007
11 września 2006 EBU potwierdziło organizację 5. Konkursu Piosenki Eurowizji Junior w Holandii. 21 listopada 2006 ogłoszono, że konkurs odbędzie się 8 grudnia 2007 w Rotterdamie, a miesiąc później wyjawiono, że prowadzącymi zostali Kim-Lian van der Meij i Sipke Jan Bousema.
16 sierpnia 2006 telewizja AVRO ogłosiła, że swojego reprezentanta wybierze ponownie poprzez krajowe eliminacje Junior Songfestival. Łącznie w eliminacjach rywalizowało dziesięcioro uczestników, w pierwszym półfinale wystąpili: Démira („Ik wil rocken”), Nigel i Renaldo („Tril met die bil”), Tess („Geef elkaar een hand”), Jelle („Ik ben verliefd”) oraz Lisa, Amy i Shelley („Adem in, adem uit”), zaś w drugim półfinale zmierzyli się: Gaia („Zingen is leven”), Serge i Dion („Jij hoort bij ons”), Cher, Stephanie i Jewel („Switch”), Famke („Als je iets wilt”) oraz Zanna („Zeg me wereld”).
O tym, kto zakwalifikuje się do finału decydowało profesjonalne jury w składzie: Gordon Heuckeroth, Yes-R i Nikkie Plessen oraz dziecięce jury i telewidzowie. Do finału zakwalifikowali się Nigel i Renaldo, Lisa, Amy i Shelley, Famke, Zanna oraz zdobywcy tzw. „dzikiej karty” – Serge i Dion. Finał wygrał zespół, w którego skład wchodziły Lisa, Amy i Shelley z piosenką „Adem in, adem uit”. 8 grudnia 2007 reprezentantki wystąpiły dziesiąte w kolejności w finale Konkursu Piosenki Eurowizji Junior i zajęły 11. miejsce z dorobkiem 36 punktów na koncie.

### Konkurs Piosenki Eurowizji Junior 2008
20 września 2008 odbył się pierwszy półfinał krajowych eliminacji Junior Songfestival do 6. Konkursu Piosenki Eurowizji Junior, w którym wystąpiło pięcioro uczestników: Rick („Meisje van mijn dromen”), Lauren („Denk eens aan een ander”), RReADY („Musical”), Suzanne („Strijd”) i Melissa („Als ik in de lucht kijk”). W drugim pófinale wystąpili: Paola i Claudia („Dansmena”), Teuntje („Geef me mijn dromen”), Roufaida („Vandaag”), Delano („Doe je ding nu”) i Marissa („1 Dag”).
Decyzją jury i telewidzów do finału, który został rozegrany 4 października 2008 zakwalifikowali się: Suzanne, Melissa, RReADY, Marissa oraz Roufaida. Finał eliminacji wygrała Marissa Grasdijk z utworem „1 Dag”. 22 listopada 2008 wystąpiła na koncercie finałowym w Limassol na Cyprze, zdobywając 13. miejsce z dorobkiem 27 punktów na koncie.

### Konkurs Piosenki Eurowizji Junior 2009

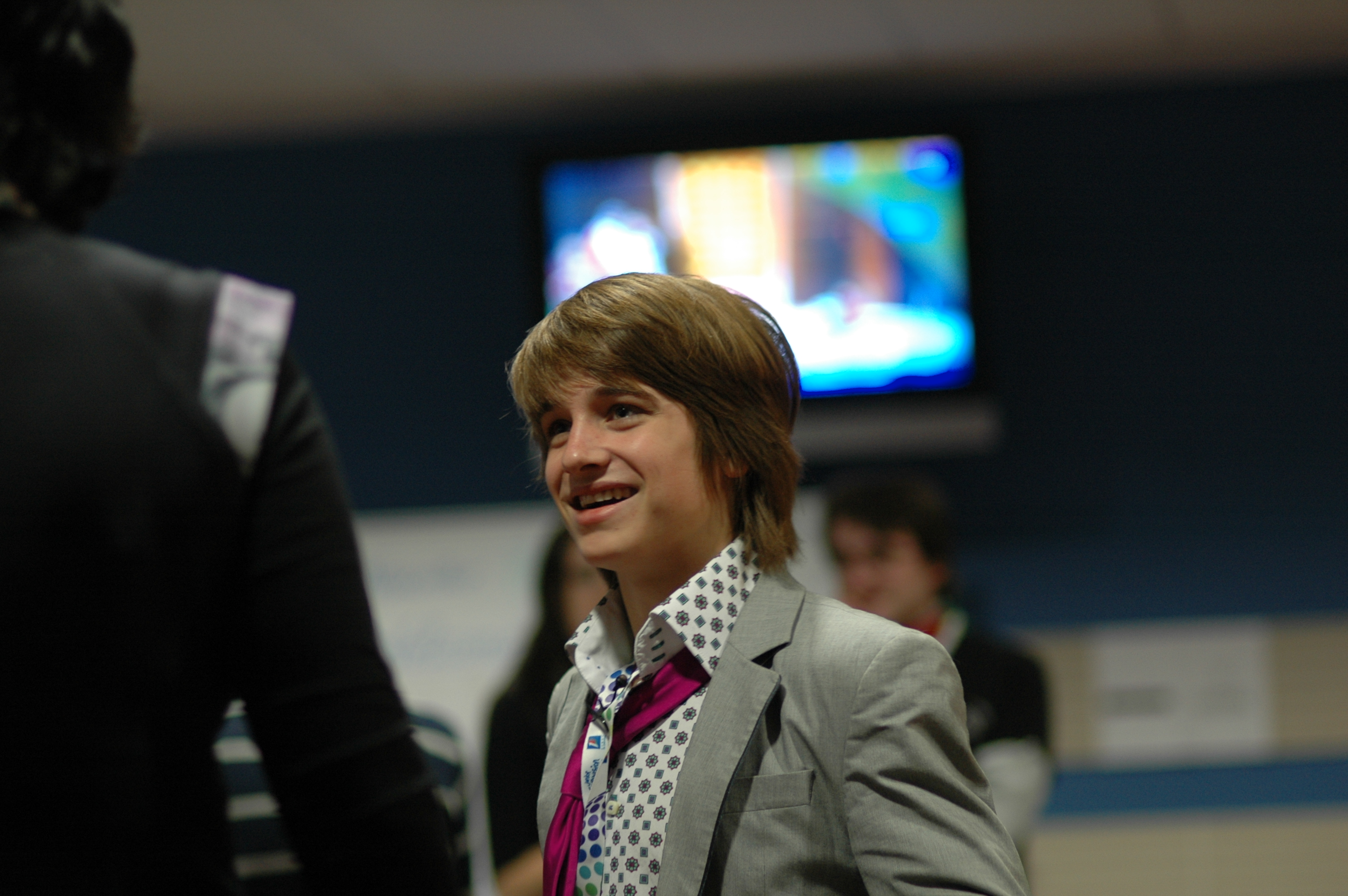
Ralf Mackenbach – zwycięzca Konkursu Piosenki Eurowizji Junior 2009

19 września 2009 odbył się pierwszy półfinał corocznych krajowych eliminacji Junior Songfestival, w których wystąpiło pięcioro uczestników: Isaura Kuyt („Dit is mijn kans”), Raigny Jozephia („Verliefd”), Cheyenne Boermans i Mayleen Schoenmaker („Druk”), Eva Neggers („Yes We Can”), Bram Bos („Ik wil rocken”). 26 września w drugim półfinale zmierzyli się: Arletta Boland („Laat mij nou maar”), Anne Boijmans („Gewoon geluk”), Carlijn Andriessen & Merle Verseef („Verboden toegang”), Eva Lugtenberg („Gevangen in je hart”), Ralf Mackenbach („Click Clack”).
Do finału zakwalifikowali się: Eva, Cheyenne i Mayleen – zdobywczynie dzikiej karty, Eva, Anne i Ralf. Finał preselekcji wygrał Ralf Mackenbach z utworem „Click Clack”. 21 listopada 2009 Ralph wystąpił w finale 7. Konkursu Piosenki Eurowizji Junior i zwyciężył zdobywając 121 punktów.

### Konkurs Piosenki Eurowizji Junior 2010
18 września 2010 rozegrano pierwszy półfinał krajowych eliminacji Junior Songfestival. W półfinale wystąpiło czterech uczestników: Phoebe en Stijn („De wereld is van ons allemaal”), Rosa („Vrij als een vogel”), Donny („Showbizz”) i Caylee („Welkom in mijn leven”). W drugim finale wystąpili: Anna i Senna („My Family”), Darcey („Energie”), Pip, Merel i Quinty („You Tell Me”), Mano („Ga niet meer weg”).
Do finału, który odbył się 2 października 2010 zakwalifikowali się: Anna i Senna, Caylee, Donny i Pip, Merel i Quinty. Wszystkie etapy preselekcji prowadził Ewout Genemans. Zwyciężczyniami preselekcji został duet Anna i Senna z piosenką „My Family”.
20 listopada 2010 reprezentantki wystąpiły podczas finału 8. Konkursu Piosenki Eurowizji Junior rozgrywanego w Mińsku na Białorusi. Zajęły 9. miejsce zdobywszy 52 punkty.

### Konkurs Piosenki Eurowizji Junior 2011
1 października 2011 rozegrano krajowe eliminacje do 9. Konkursu Piosenki Eurowizji Junior Junior Songfestival, w których wystąpiło pięcioro uczestników: Joël („Ik denk aan jou”), Lidewei („Dit to wat ik wil”), Rachel („Teenager”), Yassir („Beautiful”) i Sera („Never give up”). 
Finał eliminacji wygrała Rachel z piosenką „Teenager”. 3 grudnia 2011 Rachel wystąpiła na koncercie finałowym rozgrywanym w Erywaniu i zajęła 2. miejsce zdobywszy 103 punkty, w tym maksymalną notę 12. punktów od Belgii i Łotwy.

### Konkurs Piosenki Eurowizji Junior 2012

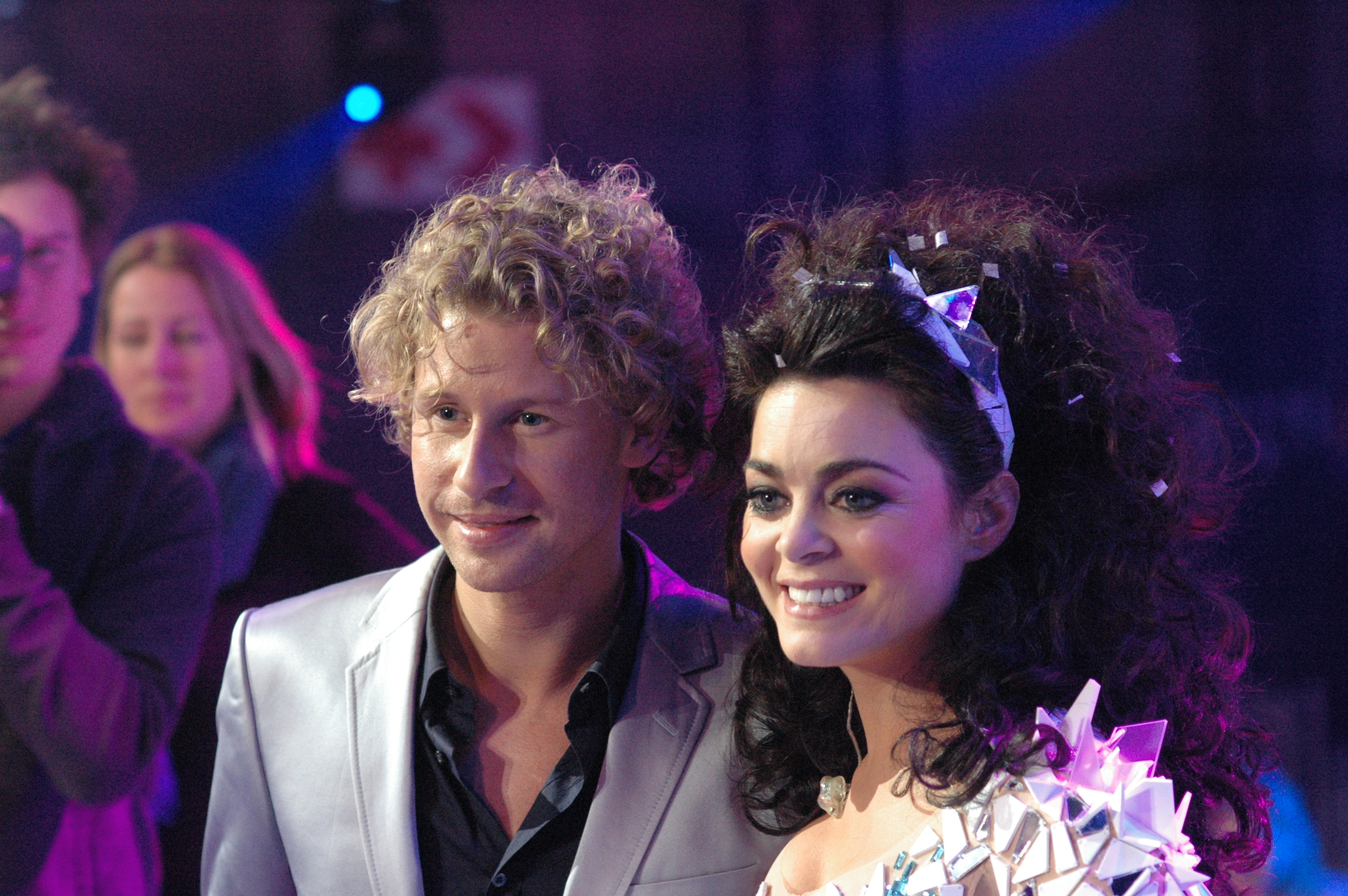
Prowadzący Konkursu Piosenki Eurowizji Junior w 2012

11 października 2011 kierownik wykonawczy EBU Sietse Bakker ogłosił, że Holandia uzyskała prawo do organizacji 10. Konkursu Piosenki Eurowizji Junior. 27 lutego 2012 wyjawiono, że konkurs odbędzie się 1 grudnia 2012 w Amsterdamie w Heineken Music Hall. Prowadzącymi konkurs zostali Ewout Genemans i Kim-Lian van der Meij.
Nadawca AVRO tak jak w poprzednich latach zdecydował wybrać swojego reprezentanta za pośrednictwem krajowych eliminacji Junior Songfestival. W finale pięcioro wykonawców ubiegało się o reprezentowanie Holandii: MainStreet („Stop the Time”), Alessandro („Una chica especial”), Sterre („I’m Singing”), Melle („Dromen”), Femke („Tik Tak Tik”).
Finał krajowych eliminacji zwyciężyła Femke z piosenką „Tik Tak Tik”, dzięki czemu reprezentowała Holandię w konkursie. 1 grudnia 2012 Femke wystąpiła z ostatnim dwunastym numerem w kolejności i zajęła 7. miejsce zdobywszy 69 punktów.

### Konkurs Piosenki Eurowizji Junior 2013
2 grudnia 2013 holenderski nadawca AVRO potwierdził udział w 11. Konkursie Piosenki Eurowizji Junior. 28 września 2013 odbył się finał preselekcji Junior Songfestival, który wyłonił reprezentanta Holandii w Konkursie Piosenki Eurowizji Junior. W finale o możliwość reprezentowania kraju ubiegało się pięcioro kandydatów: Mylène i Rosanne („Double Me”), Sarah i Julia („Live Life”), Mathilde („Wondergirl”), Kim („Ik ben verliefd”) oraz Loeki („Gewoon in Love”).
Finał preselekcji wygrał duet: Mylène i Rosanne z piosenką „Double Me”, dzięki czemu uzyskały prawo do reprezentowania Holandii w konkursie. 30 listopada 2013 Mylène i Rosanne wystąpiły dziesiąte w kolejności startowej na konkursie rozgrywanym w Kijowie. Zajęły 8. miejsce zdobywszy 59 punktów.

### Konkurs Piosenki Eurowizji Junior 2014
1 grudnia 2013 holenderski nadawca AVROTROS potwierdził udział w 12. Konkursie Piosenki Eurowizji Junior i rozpoczął przyjmowanie zgłoszeń do Junior Songfestival. Termin nadsyłania zgłoszeń trwał do 1 marca 2014 roku. 10 marca stacja wyjawiła, że otrzymała 248 zgłoszeń do krajowych eliminacji. 27 września 2014 w finale krajowych eliminacji Junior Songfestival wystąpiło pięcioro uczestników: Anne & Anique („Dromen”), Suze („Holiday”), Chelsea („Holiday”), Julia („Around”) i Sebastiaan („2gether We Are One”).
Eliminacje prowadzone przez Jana Smita zwyciężyła Julia z piosenką „Around”, dzięki czemu reprezentowała Holandię 15 listopada 2014 na Malcie. W finale konkursu wystąpiła z ostatnim szesnastym numerem w kolejności i zajęła 8. miejsce zdobywszy 70 punktów, w tym maksymalną notę 12 punktów od Szwecji. Oglądalność konkursu w Holandii wyniosła 676 tys. widzów.

### Konkurs Piosenki Eurowizji Junior 2015
3 października 2015 odbył się finał krajowych eliminacji Junior Songfestival, w którym wystąpiło pięcioro potencjalnych kandydatów do reprezentowania Holandii w finale 13. Konkursu Piosenki Eurowizji Junior. W finale wystąpili; Nohr „Ik ben mezelf”, Myrthe „Kinderen van de zon”, Guusje „Talk About Love”, Shalisa „Million Lights” oraz 4Life „You Will Know My Name”. Finał wygrała Shalisa z piosenką „Million Lights”, dzięki czemu reprezentowała Holandię w finale konkursu rozgrywanego w Sofii.
21 listopada Shalisa wystąpiła piąta w kolejności i zajęła 15. miejsce zdobywszy 35 punktów.

### Konkurs Piosenki Eurowizji Junior 2016
22 listopada 2015 Holandia potwierdziła udział w 14. Konkursie Piosenki Eurowizji Junior, otwierając tym samym okno zgłoszeń do Junior Songfestival. Termin wysyłania zgłoszeń zakończył się 1 marca 2016 roku.
27 maja 2016 ujawniono, że do reprezentowania Holandia został wybrany girls band, w którego skład wchodziły: Stefania, Kymora i Sterre. 1 października 2016 ujawniono konkursowy utwór „Kisses and dancin”, skomponowany i napisany przez Joost Griffioen, Stas Swaczyna oraz Hansen Tomas.
20 listopada 2016 girls band wystąpił z numerem piętnastym w kolejności i uplasował się na 8. miejscu z 174 punktami na koncie.

### Konkurs Piosenki Eurowizji Junior 2017
16 września 2017 roku odbył się finał preselekcji Junior Songfestival do 15. Konkursu Piosenki Eurowizji Junior. Łącznie trzy wpisy w finale konkurowały o prawo do reprezentowania Holandii. W finale wystąpili: Sezina, boys band – Fource oraz Montana. Finał preselekcji wygrał boys band Fource. Następnego dnia ujawniono, że finał preselekcji obejrzało 209 tys. widzów, co przełożyło się na 1,3% udziałów. 6 października 2017 wydano konkursową piosenkę „Love Me”. Piosenka została skomponowana przez Stas Swaczyna i Joost Griffioen.
26 listopada 2017 boys band wystąpił trzeci w kolejności i zajął 4. miejsce z 156 punktami na koncie.

### Konkurs Piosenki Eurowizji Junior 2018
26 listopada holdenderski nadawca AVROTROS potwierdził udział w 16. Konkursie Piosenki Eurowizji Junior w Mińsku, oraz otworzył okno zgłoszeń do krajowych eliminacji. Nadawca zaprosił łącznie czterdziestu piosenkarzy do pierwszej rundy przesłuchań. Do finału zakwalifikowało się czterech wykonawców: Zespół Remix z piosenką „What Girls Do”, Anna Grigorian „Touch Each Other’s Heart”, Max & Anne „Samen” oraz Kiya van Rossum „Butterflies”. 29 września finał eliminacji Junior Songfestival wygrał duet Max i Anne z piosenką „Samen”. Następnego dnia nadawca AVRO ujawnił, że oglądalność eliminacji wyniosła 237 tys. widzów co przełożyło się na 1,5% udziału w oglądalności.
25 listopada 2018 duet wystąpił szósty w kolejności startowej występów i zdobył 13. miejsce uzyskując 91 punktów, w tym 68 pkt od internautów (6. miejsce) i 23 pkt od jury (14. miejsce).

### Konkurs Piosenki Eurowizji Junior 2019
25 listopada potwierdzony został udział Holandii w konkursie w 2019 rozgrywanym w Polsce. Nadawca AVROTOROS otworzył tym samym okno zgłoszeń do kolejnej edycji programu Junior Songfestival który wyłoni kolejnego reprezentanta kraju. 11 lipca 2019 ujawniono czworo kandydatów których zakwalifikowało się do finału preselekcji: Matheu „Dans met jou”, 6Times „End of Time”, Mannes „Lat Me Sing” oraz Moves „Make Your Move”. 28 września 2019 finał Junior Songfestival wygrał Matheu z piosenką „Dans met jou”, zdobywając 36 pkt od jury i telewidzów.
24 listopada 2019 Matheu wystąpił czternasty w kolejności i zajął 4. miejsce uzyskując łącznie 186 punktów, w tym 105 pkt od internautów (4. miejsce) i 81 pkt od jury (4. miejsce).

### Konkurs Piosenki Eurowizji Junior 2020
29 maja 2020 holenderski nadawca ujawnił czterech kandydatów do preselekcji Junior Songfestival, wyłaniających reprezentanta Holandii w 18. Konkursie Piosenki Eurowizji Junior. Na liście znaleźli się: Robin, Jackie i Janae, T-Square oraz zespół Unity. 26 września skrócono listę do trzech kandydatów gdzie wykreślono Robin z piosenką „Mee” z powodu zakażenia się koronawirusem. Finał preselekcji wygrał zespół Unity z piosenką „Best friends” w którego skład wchodzą: Naomi, Demi, Maud oraz Jayda. 27 września ujawniono, że finał preselekcji na kanale NPO 3 śledziło łącznie 161 tys. widzów, co przełożyło się na udziały w rynku w rynku wynoszące 3,7%.
29 listopada 2020 zespół wystąpił na konkursie rozgrywanym w Warszawie jako drugi w kolejności i zajął 4. miejsce na 12 uczestniczących państw. Reprezentantki zdobyły łącznie 132 punkty, w tym 64 pkt od internautów (4. miejsce) i 68 pkt od jury (5. miejsce).

### Konkurs Piosenki Eurowizji Junior 2021
26 września 2020 nadawca AVROTROS potwierdził udział w konkursie w 2021 i otworzył proces zgłoszeń dla chętnych piosenkarzy który zakończył się w grudniu. 4 czerwca 2021 ujawniono listę finalistów którzy pomyślnie przeszli przesłuchania. Na liście znaleźli się: Ayana („Mata Sugu Aō Ne”), Melody („Niet Wat Vrienden Doen”), Priscilla („Be Alright”) i Shine („A Million Little Things”). 25 września finał preselekcji prowadzony przez Buddy Vedder i Romy Monteiro wygrała Ayana z piosenką „Mata Sugu Aō Ne”.
19 grudnia 2021 Ayana wystąpiła jako piętnasta w kolejności startowej i zajęła ostatnie 19. miejsce zdobywszy 43 punkty.

### Konkurs Piosenki Eurowizji Junior 2022
30 września 2021 roku nadawca AVROTROS potwierdził udział w konkursie w 2022 roku i otworzył proces zgłoszeń dla chętnych piosenkarzy który zakończył się w grudniu. W czerwcu 2022 roku ogłoszono listę finalistów na której znaleźli się następujący artyści: Infinity („Never Ever”), Mixed Up („It Doesn’t Matter”), High5 („Because I Know”) oraz Luna („La Festa”). Ostatecznie w finale preselekcji rozgrywanym 24 września i prowadzonego przez Matheu Hinzen i Stefanię wygrała Luna z utworem „La Festa”.
11 grudnia Luna wystąpiła jako pierwsza w kolejności startowej i zajęła 7. miejsce zdobywszy 128 punktów.

### Konkurs Piosenki Eurowizji Junior 2023
25 września 2022 roku nadawca AVROTROS potwierdził udział w konkursie w 2023 roku i otworzył proces zgłoszeń dla chętnych piosenkarzy który zakończył się w lutym 2023 roku. W lipcu 2023 roku ogłoszono listę finalistów na której znaleźli się następujący artyści: Duron („Magic”), Flare („Side by Side”), Joy! („Better Together”) oraz Sep i Jasmijn („Holding On to You”). 23 września odbył się finał preselekcji prowadzony przez Matheu Hinzen i Stefanię, wygrał w nim duet Sep & Jasmijn z utworem „Holding On to You”.
26 listopada zaprezentowali się w finale konkursu rozgrywanego w Nicei i zajęli 7. miejsce zdobywszy 122 punkty, w tym 52 pkt od jury (7. miejsce) i 70 pkt od widzów (5. miejsce).

### Konkurs Piosenki Eurowizji Junior 2024
24 września 2023 roku nadawca AVROTROS potwierdził udział w konkursie w 2024 roku i otworzył proces zgłoszeń dla chętnych piosenkarzy który trwał do końca stycznia 2024 roku. 13 lutego nadawca ogłosił liczbę dwudziestu kandydatów którzy zakwalifikowali się do dalszego etapu. 28 czerwca ujawniono, że czterech kandydatów wybrano do finału preselekcji. Na liście znaleźli się: Veronika („Dreams Are Built To Last”), zespół Stay Tuned („Music”), Hidde, Saïda i Dunyah („In M’n Prime”) oraz Ruben („Colors Of My Heart”). 21 września finał preselekcji prowadzonych  przez Matheu Hinzen i Stefanię wygrał zespół Stay Tuned z piosenka „Music”, uzyskując tym samym prawo do reprezentowania Holandii w 22. Konkursie Piosenki Eurowizji Junior. 16 listopada 2024 zespół wystąpił jako dwunasty w kolejności startowej i zajął 10. miejsce zdobywszy 91 punktów, w tym 34 pkt od jury (10. miejsce) oraz 57 pkt od widzów (7. miejsce). 
23 listopada ujawniono, że oglądalność konkursu wyniosła 329 tys. widzów, co przełożyło się na udziały w rynku na poziomie 2%. 

### Konkurs Piosenki Eurowizji Junior 2025
22 września 2024 nadawca AVROTROS potwierdził udział w 23. Konkursie Piosenki Eurowizji Junior i uruchomił proces zgłoszeń do kolejnej edycji Junior Songfestival. Termin wysyłania zgłoszeń trwał do 31 stycznia 2025. 3 lutego 2025 stacja poinformowała, że otrzymała w sumie 1200 zgłoszeń do udziału w preselekcjach. Do finału zakwalifikowali się: Coco & Tove („Strong Girl Summer”), Iconic („Don't Touch”), Level Up („Rule The World”) i Meadow („Freeze”).

## Uczestnictwo
Holandia uczestniczy w Konkursie Piosenki Eurowizji Junior nieprzerywanie od 2003 roku. Poniższa tabela uwzględnia nazwiska wszystkich holenderskich reprezentantów, tytuły konkursowych piosenek i języki w których były śpiewane oraz wyniki w poszczególnych latach.
| Rok  | Artysta              | Piosenka                 | Język                   | Miejsce | Punkty |
| ---- | -------------------- | ------------------------ | ----------------------- | ------- | ------ |
| 2003 | Roel Felius          | „Mijn ogen zeggen alles” | niderlandzki            | 11      | 23     |
| 2004 | Klaartje i Nicky     | „Hij is een kei”         | niderlandzki            | 11      | 27     |
| 2005 | Tess Gaerthé         | „Stupid”                 | niderlandzki            | 7       | 82     |
| 2006 | Kimberly Nieuwenhuis | „Goed”                   | niderlandzki            | 12      | 44     |
| 2007 | Lisa, Amy i Shelley  | „Adem in, adem uit”      | niderlandzki            | 11      | 36     |
| 2008 | Marissa Grasdijk     | „1 Dag”                  | niderlandzki            | 13      | 27     |
| 2009 | Ralf Mackenbach      | „Click Clack”            | niderlandzki, angielski | 1       | 121    |
| 2010 | Anna & Senna         | „My Family”              | niderlandzki, angielski | 9       | 52     |
| 2011 | Rachel               | „Teenager”               | niderlandzki            | 2       | 103    |
| 2012 | Femke                | „Tik Tak Tik”            | niderlandzki            | 7       | 69     |
| 2013 | Mylène & Rosanne     | „Double Me”              | niderlandzki, angielski | 8       | 59     |
| 2014 | Julia                | „Around”                 | niderlandzki, angielski | 8       | 70     |
| 2015 | Shalisa              | „Million Lights”         | niderlandzki, angielski | 15      | 35     |
| 2016 | Kisses               | „Kisses and Dancin'”     | niderlandzki, angielski | 8       | 174    |
| 2017 | Fource               | „Love Me”                | niderlandzki, angielski | 4       | 156    |
| 2018 | Max & Anne           | „Samen”                  | niderlandzki, angielski | 13      | 91     |
| 2019 | Matheu               | „Dans met jou”           | niderlandzki, angielski | 4       | 186    |
| 2020 | Unity                | „Best Friends”           | niderlandzki, angielski | 4       | 132    |
| 2021 | Ayana                | „Mata Sugu Aō Ne”        | niderlandzki, angielski | 19      | 43     |
| 2022 | Luna                 | „La festa”               | niderlandzki, angielski | 7       | 128    |
| 2023 | Sep i Jasmijn        | „Holding On To You”      | niderlandzki, angielski | 7       | 122    |
| 2024 | Stay Tuned           | „Music”                  | niderlandzki, angielski | 10      | 91     |
| 2025 |                      |                          |                         |         |        |

Legenda:
     1. miejsce
     2. miejsce
     3. miejsce
     Ostatnie miejsce

## Historia głosowania w finale (2003–2022)
Poniższe tabele pokazują, którym krajom Holandia przyznaje w finale najwięcej punktów oraz od których państw holenderscy reprezentanci otrzymują najwyższe noty.
| Lp. | Kraj     | Punkty |
| --- | -------- | ------ |
| 1   | Armenia  | 98     |
| 2   | Belgia   | 97     |
| 3   | Gruzja   | 91     |
| 4   | Rosja    | 78     |
| 5   | Białoruś | 77     |

| Lp. | Kraj    | Punkty |
| --- | ------- | ------ |
| 1   | Belgia  | 98     |
| 2   | Armenia | 79     |
| 3   | Malta   | 65     |
| 4   | Szwecja | 64     |
| 5   | Gruzja  | 61     |

## Organizacja
| Lata | Lokalizacja                               | Prowadzący                                |
| ---- | ----------------------------------------- | ----------------------------------------- |
| 2007 | Holandia (Rotterdam, Ahoy Arena)          | Kim-Lian van der Meij i Sipke Jan Bousema |
| 2012 | Holandia (Amsterdam, Heineken Music Hall) | Ewout Genemans i Kim-Lian van der Meij    |

## Komentatorzy i sekretarze
Spis poniżej przedstawia wszystkich holenderskich komentatorów konkursu oraz krajowych sekretarzy podających punkty w finale.
| Komentatorzy i sekretarze z Holandii | Komentatorzy i sekretarze z Holandii | Komentatorzy i sekretarze z Holandii |
| Rok                                  | Komentator                           | Sekretarz                            |
| ------------------------------------ | ------------------------------------ | ------------------------------------ |
| 2003                                 | Angela Groothuizen                   | Aisa Renardus                        |
| 2004                                 | Angela Groothuizen                   | Danny Hoekstra                       |
| 2005                                 | Tooske Ragas                         | Giovanni Kemper                      |
| 2006                                 | Sipke Jan Bousema                    | Tess Gaerthé                         |
| 2007                                 | Marcel Kuijer                        | Kimberly Nieuwenhuizen               |
| 2008                                 | Sipke Jan Bousema                    | Famke Rauch                          |
| 2009                                 | Sipke Jan Bousema                    | Marissa Grasdijk                     |
| 2010                                 | Sipke Jan Bousema                    | Bram Bos                             |
| 2011                                 | Marcel Kuijer                        | Anna Lagerweij                       |
| 2012                                 | Marcel Kuijer                        | Lidewei Loot                         |
| 2013                                 | Marcel Kuijer                        | Alessandro Wempe                     |
| 2014                                 | Jan Smit                             | Mylène and Rosanne                   |
| 2015                                 | Jan Smit                             | Julia van Bergen                     |
| 2016                                 | Jan Smit                             | Anneloes                             |
| 2017                                 | Jan Smit                             | Thijs Schlimback                     |
| 2018                                 | Jan Smit                             | Vincent Miranovich                   |
| 2019                                 | Buddy Vedder                         | Anne Buhre                           |
| 2020                                 | Jan Smit                             | Robin de Haas                        |
| 2021                                 | Buddy Vedder                         | Matheu Hinzen                        |
| 2022                                 | Bart Arens i Matheu Hinzen           | Ralf Mackenbach                      |
| 2023                                 | Bart Arens i Matheu Hinzen           | Luna Sabella                         |
| 2024                                 | Bart Arens i Matheu Hinzen           | Veronika                             |